# Seznam členů devatenáctého Knesetu
Toto je seznam členů 19. Knesetu, který byl zvolen 22. ledna 2013. 

## Rozdělení mandátů podle poslaneckých klubů
- Likud Jisra'el bejtenu: 31 mandátů (25.8 %)
- Ješ atid: 19 mandátů (15.8 %)
- Strana práce: 15 mandátů (12.5 %)
- Židovský domov: 12 mandátů (10.0 %)
- Šas: 11 mandátů (9.2 %)
- Sjednocený judaismus Tóry: 7 mandátů (5.8 %)
- ha-Tnu'a: 6 mandátů (5.0 %)
- Merec: 6 mandátů (5.0 %)
- Sjednocená arabská kandidátka: 4 mandátů (3.3 %)
- Chadaš: 4 mandátů (3.3 %)
- Balad: 3 mandátů (2.5 %)
- Kadima: 2 mandátů (1.7 %)

## Seznam poslanců
Seznamy jsou řazeny podle pozice na kandidátní listině.

### Likud Jisra'el bejtenu
1. Netanjahu
2. Lieberman
3. Sa'ar (pak Litinecki)
4. Šamir
5. Erdan
6. Šalom
7. Landau
8. Jisra'el Kac
9. Danon
10. Landver
11. Rivlin (pak Šama ha-Kohen, pak Miller)
12. Ja'alon
13. Aharonovič
14. Elkin
15. Chotovely
16. Levy
17. Levin
18. Edelstein
19. Kirschenbaum
20. Chajim Kac
21. Regev
22. Rotem
23. Feiglin
24. Steinitz
25. Ilatov
26. Hanegbi
27. Livnat
28. Amar
29. Akunis
30. Gamli'el
31. Ochajon

### Ješ atid
1. Lapid
2. Piron
3. German
4. Kohen
5. Peri
6. Šelach
7. Lavie
8. Razvozov
9. Kol
10. Elharar
11. Levy
12. Solomon
13. Calderon
14. Tamano-Šata
15. Frenkel
16. Kariv
17. Lipman
18. Toporovsky
19. Hoffman

### Izraelská strana práce
1. Jachimovič
2. Herzog
3. Kabel
4. Micha'eli
5. Ben Eliezer (pak Madžádala)
6. Bar
7. Bar-Lev
8. Stav Šafir
9. Braverman
10. Margalit
11. Šmuli
12. Rosenthal
13. Biran
14. Šaj
15. Mizrachi

### Židovský domov
1. Bennett
2. Ari'el
3. Slomi'anski
4. Ben-Dahan
5. Šakedová
6. Orbach (pak Horowitz)
7. Kalfa
8. Varcman
9. Jogev
10. Strook
11. Chetboun
12. Mu'alem

### Šas
1. Jišaj
2. Deri (pak Edri)
3. Atias (pak Ben Cur)
4. Jicchak Kohen
5. Nahari
6. Amnon Kohen
7. Margi
8. Azulaj
9. Vaknin
10. Ze'ev
11. Michaeli

### Sjednocený judaismus Tóry
1. Litzman
2. Gafni
3. Poruš
4. Maklev
5. Mozes
6. Eichler
7. Ašer

### ha-Tnu'a
1. Livni
2. Micna
3. Perec
4. Štern
5. Šítrit
6. Cur

### Merec
1. Gal-On
2. Gil'on
3. Horowitz
4. Rozin
5. Farídž
6. Zandberg

### Sjednocená arabská kandidátka-Ta'al
1. Sarsúr
2. Tíbí
3. Ghnaim
4. Abú Arár

### Chadaš
1. Baraka
2. Sweid
3. Chenin
4. Aghbáríja

### Balad
1. Zahalka
2. Zuabí
3. Ghattás

### Kadima
1. Mofaz
2. Chason (pak Celner)